# Gallinago hardwickii
Il beccacino giapponese (Gallinago hardwickii, Gray 1831) è un uccello della famiglia degli Scolopacidae dell'ordine dei Charadriiformes.

## Sistematica
Gallinago hardwickii non ha sottospecie, è monotipica.

## Distribuzione e habitat
Questo uccello vive in Russia, Cina, Taiwan, Giappone, Indonesia, Australia e Papua Nuova Guinea. È accidentale in Corea del Sud, in Nuova Zelanda e sulle Isole Marshall.